# Budějovická (Písek)
Budějovická je ulice v Písku, jedna z nejstarších píseckých komunikací. Je přes 1 kilometr dlouhá. Začíná v křižovatce s ulicemi Budovcovou, Chelčického a Komenského, kříží se s ulicí Harantovou, Purkyňovou, U Obory a Šobrovou, za kruhovým objezdem pokračuje ulice U Hřebčince.
Svůj prvotní název Buďovská dostala 21. října 1785. V zasedání obecního zastupitelstva 3. února 1900 byla přejmenována na Husovu. Na návrh Okresního národního výboru došlo 10. května 1950 k přejmenování na Stalingradskou, a to při příležitosti pátého výročí osvobození. Když byly v Sovětském svazu rušeny názvy podle J. V. Stalina, přejmenovali 13. dubna 1962 písečtí ulici na třídu Sovětské armády. K původnímu názvu, usnadňující orientaci směrem na České Budějovice, se zastupitelstvo vrátilo 13. března 1990.

## Historie
Středověká zástavba byla v době třicetileté války zničena. Na začátku 20. století zde stálo jen několik nízkých chalup. Na místě budovy nynějšího gymnázia býval hostinec zprvu zvaný U Zeleného věnce, později Na Bačkoře. V jeho blízkosti stával hostinec U Tří kosů. Dále stály tři malé domky a na místě současného hostince U Bubeníka dvůr zvaný Na Ohradech. Koncem devadesátých let 20. století zde vznikl objekt továrny na obuv bratří Kleinů. Ve třicátých letech 20. století byl přestavěn Obchodním družstvem v Plzni na velkoobchod potravin. 
Poslední dům na křižovatce patřil v 20. století prof. Janu Matznerovi, historiografu města. V letech 1883–1887 v něm sídlila rolnická škola a též lesnické učiliště. Zpočátku zde byly učebny i internát včetně stravovny a bytů profesorů, později pouze internát. Za první republiky se v tomto domě nacházela soukromá škola École Francaise, kde se vyučovala francouzská gramatika, konverzace a literatura. Na křižovatce této ulice s Budovcovou stála hospoda Na Mejtě, která byla přejmenována po demolici hostince v Chelčické ulici. Přenesen byl název U Černého orla včetně domovního znamení. Vedle hostince stála kovárna a o kus dál výrobna rašplí. V jednom z dalších domů byl 31. července 1932 otevřen Husův sbor. Domy v další části ulice byly vybudovány většinou koncem 20. století. Vyniká zde výstavná budova Robert, kterou postavil v roce 1898 major Roček a pojmenoval ji po svém předčasně zemřelém synovi. Zajímavým stavebním projektem v ulici je budějovická kaplička. Není známo, kdy byla vystavěna, připomíná se však v roce 1735. Kapli v dnešní podobě dala zbudovat písecká občanka Antonie Merglová. V 70. letech 20. století při úpravách komunikace kaplička překážela a byla proto dne 12. prosince 1974 posunuta o 6,5 m. Přesun uskutečnila firma Transfera Praha. Téměř na konci ulice otevřeli manželé Grégovi při oslavách 750. výročí města 10. června 1993 nově vystavěný hotel U Kapličky.

## Galerie

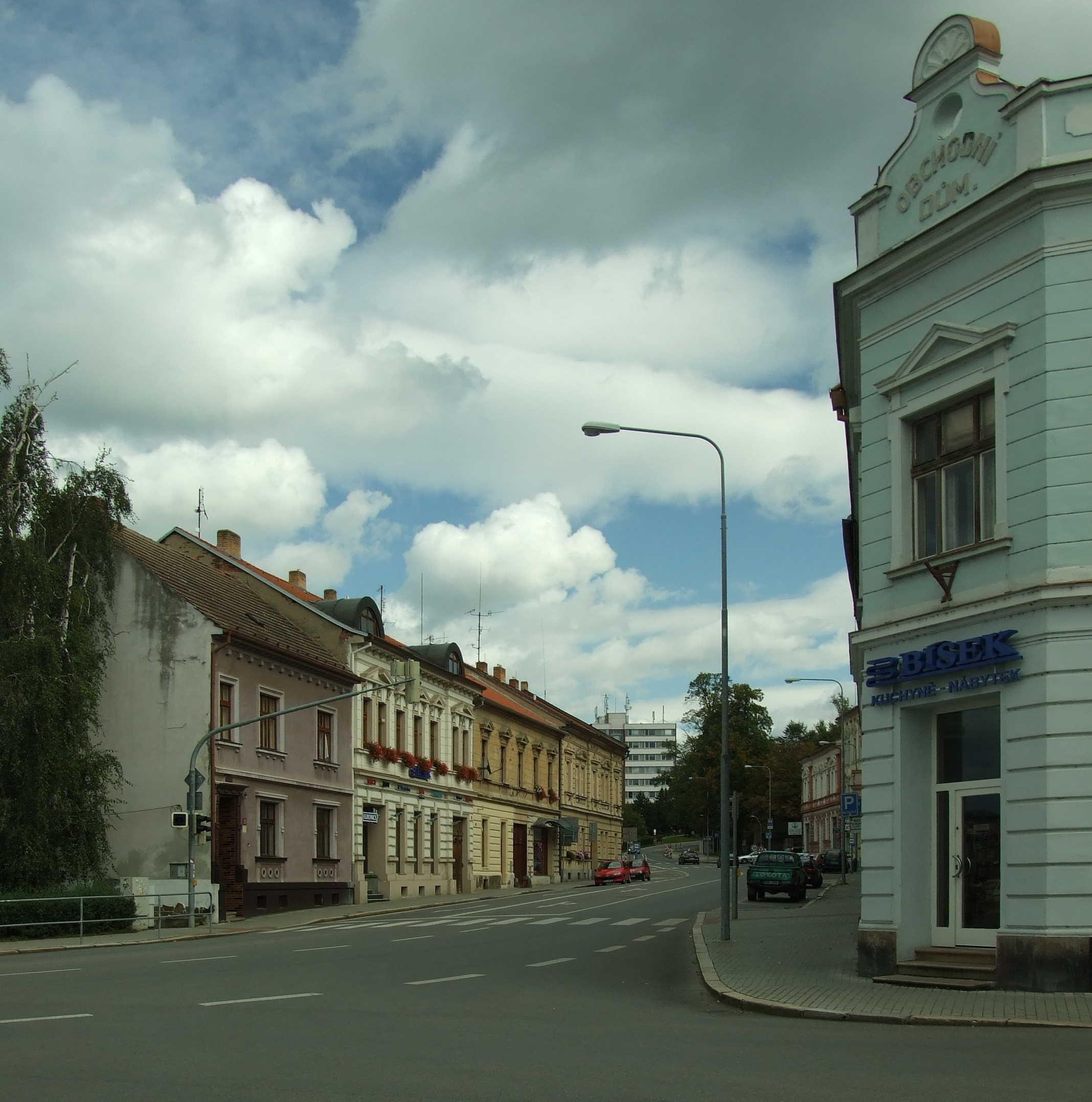
Pohled ven z města z křižovatky Harantova – Purkyňova
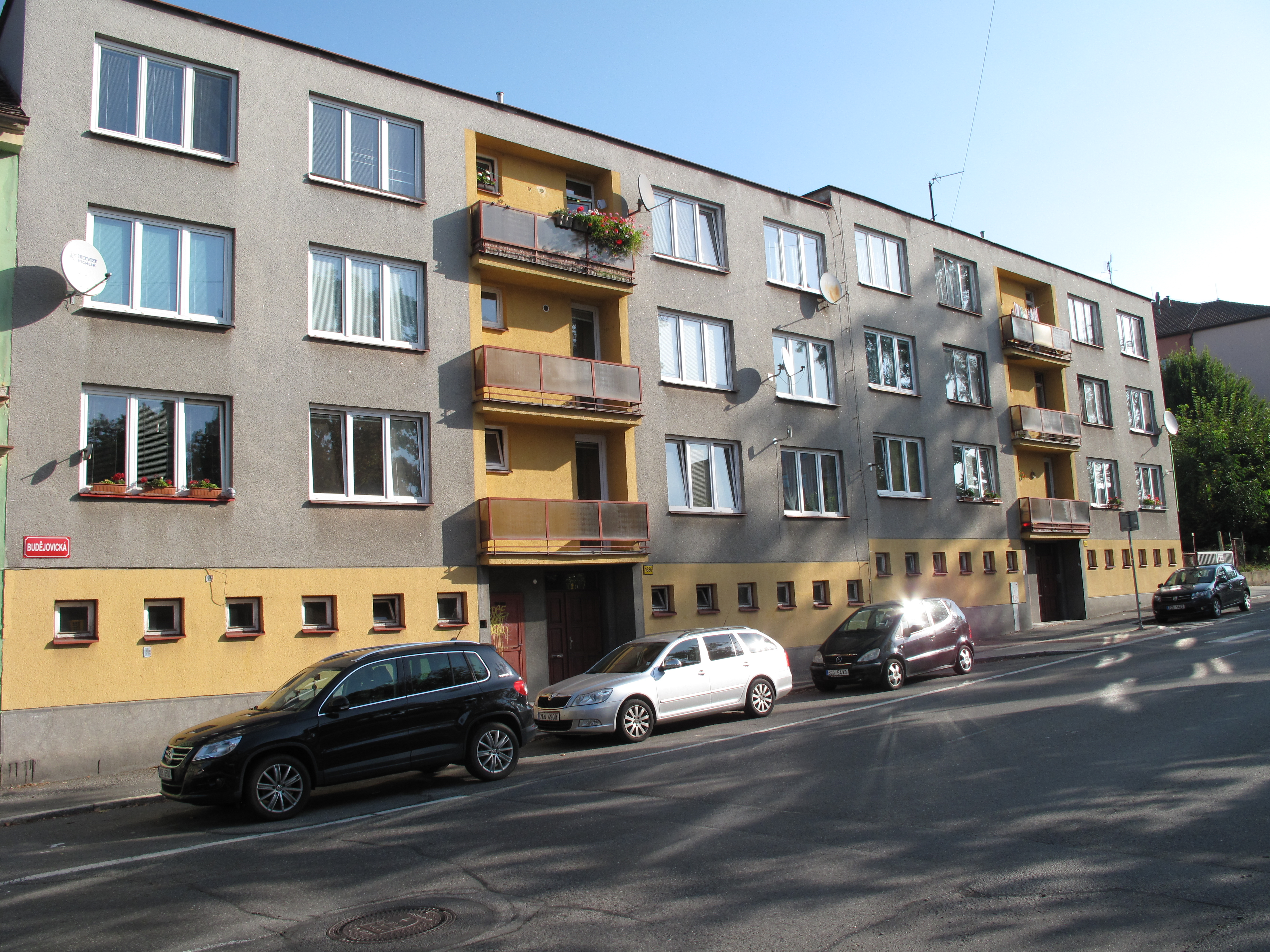
Obytné domy Budějovická 32 a 34
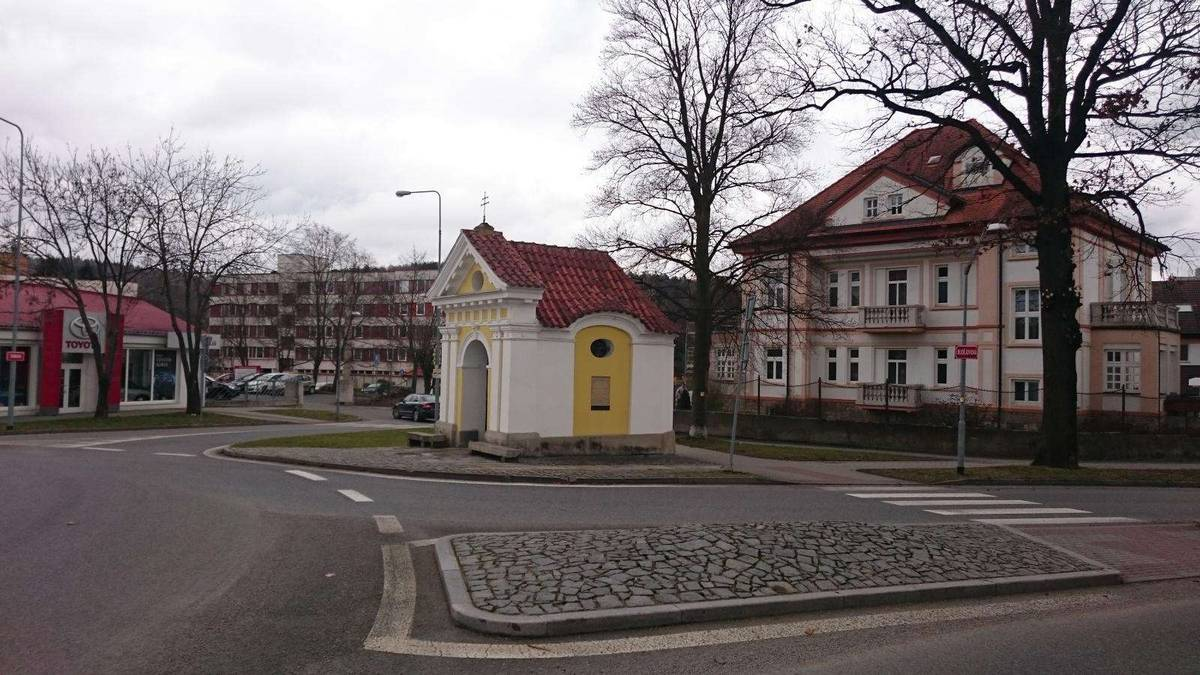
Kaplička na konci ulice